# Rudolf Smetánka
Rudolf Smetánka (1. ledna 1887 Trojovice – 14. září 1958) byl československý důstojník, vojenský teoretik a politik, meziválečný poslanec Národního shromáždění za Národní sjednocení, později za formaci Národní liga - Strana radikální, národní a demokratická.

## Biografie
Po absolvování gymnázia navštěvoval dělostřeleckou kadetní školu ve Vídni. Byl potom vojákem rakousko-uherské armády. Na vysokých armádních postech působil i po vzniku Československa. Po odchodu z aktivní služby se politicky angažoval. Profesí byl majorem generálního štábu. Podle údajů z roku 1935 bydlel v Praze.
Nepatřil do té části Národního sjednocení, která navazovala na Československou národní demokracii, nýbrž do okruhu lidí okolo Jiřího Stříbrného a jeho formace Národní liga. V parlamentních volbách v roce 1935 byl zvolen za Národní sjednocení do Národního shromáždění. Mandát si oficiálně podržel do zrušení parlamentu roku 1939. V květnu 1937 z poslaneckého klubu Národního sjednocení vystoupil a přešel do klubu Národní liga - Strana radikální, národní a demokratická, která navazovala na dřívější politické strany okolo Jiřího Stříbrného. V prosinci 1938 ještě přestoupil do poslaneckého klubu nově ustavené Strany národní jednoty.
Během mnichovské krize působil jako přednosta zpravodajského oddělení u štábu 1. sborové oblasti v Praze. V roce 1939 odešel do exilu a byl (v letech 1940–1945) členem Státní rady Československé. Po návratu do Československa nastoupil do Vojenského historického ústavu. Po únoru 1948 emigroval. Zemřel v exilu.